# 杨惠云
杨惠云（1931年—），女，回族，江苏南京人，中华人民共和国政治人物，曾任宁夏回族自治区人民政府副主席，宁夏回族自治区人大常委会副主任。